# Dávid Hancko
Dávid Hancko, né le 13 décembre 1997 à Prievidza en Slovaquie, est un footballeur international slovaque qui évolue au poste de défenseur central ou d'arrière gauche à l'Atlético de Madrid.

## Biographie

### MŠK Žilina
Dávid Hancko est formé au MŠK Žilina, en Slovaquie. C'est avec ce club qu'il fait ses débuts en professionnels, jouant son premier match le 26 février 2016 contre le MFK Skalica, une rencontre de championnat que son équipe perd sur le score de un but à zéro. Après avoir alterné avec l'équipe réserve et l'équipe première, il s'impose avec cette dernière au cours de l'année 2017. 
Lors de la saison 2016-2017 il est sacré Champion de Slovaquie avec le MŠK Žilina, glanant ainsi le premier titre de sa carrière.

### ACF Fiorentina
Le 14 juin 2018 est annoncé le transfert de Dávid Hancko à l'ACF Fiorentina pour cinq ans. Il joue son premier match pour le club à l'occasion d'une rencontre de Serie A face à SPAL 2013. Il entre en jeu à la mi-temps à la place de Cristiano Biraghi et son équipe s'impose sur le score de trois buts à zéro.

### Sparta Prague
En manque de temps de jeu à la Fiorentina, Hancko s'engage le 3 août 2019 au Sparta Prague, en prêt avec option d'achat. Il joue son premier match pour le club le 8 août suivant, lors d'un match qualificatif pour la Ligue Europa face à Trabzonspor, où il entre en jeu dans les derniers instants de la partie (2-2 score final).
Le 6 juin 2021, Hancko est acheté définitivement par le Sparta Prague.

### Feyenoord Rotterdam
Le 22 août 2022, Dávid Hancko s'engage en faveur du Feyenoord Rotterdam. Il signe un contrat courant jusqu'en juin 2026 et le montant du transfert est estimé à environ sept millions d'euros,.
Il inscrit son premier but pour Feyenoord le 15 septembre 2022, lors d'une rencontre de Ligue Europa face au SK Sturm Graz. Titulaire, il participe à la victoire de son équipe par six buts à zéro.
Il est sacré Champion des Pays-Bas lors de la saison 2022-2023, Feyenoord remportant le seizième championnat de son histoire.
Hancko remporte la Coupe des Pays-Bas 2023-2024 avec Feyenoord, étant titulaire lors de la finale qui a lieu le 21 avril 2024, face au NEC Nimègue. Son équipe s'impose sur le score de un but à zéro ce jour-là,.

### Atletico Madrid
Le 23 juillet 2025, il s'engage pour 5 ans contre 35 millions d'euros en faveur du club espagnol de l'Atlético Madrid.

### En sélection
Dávid Hancko représente l'équipe de Slovaquie des moins de 19 ans de 2015 à 2016, pour un total de neuf matchs joués et un but marqué.
Dávid Hancko honore sa première sélection avec l'équipe nationale de Slovaquie face à la Tchéquie le 13 octobre 2018. Entré en jeu à la place de Tomáš Hubočan, son équipe perd la rencontre sur le score de deux buts à un. Il inscrit son premier but en sélection le 11 juin 2019 contre l'Azerbaïdjan. La Slovaquie s'impose largement ce jour-là (1-5).
Il est retenu dans la liste des 26 joueurs slovaques du sélectionneur Štefan Tarkovič pour participer à l'Euro 2020.
Le 7 juin 2024, il figure dans la liste des 26 joueurs slovaques retenus par Francesco Calzona pour participer à l'Euro 2024.

## Palmarès
MŠK Žilina
- Championnat de Slovaquie (1) : 
  - Champion : 2016-2017.

 Sparta Prague
- Coupe de Tchéquie (1) :
  - Vainqueur : 2019-2020.

 Feyenoord Rotterdam
- Championnat des Pays-Bas (1) :
  - Champion : 2022-2023.
- Coupe des Pays-Bas (1) :
  - Vainqueur : 2023-2024.
- Supercoupe des Pays-Bas (1) : 
  - Vainqueur : 2024